# Fosforečnany

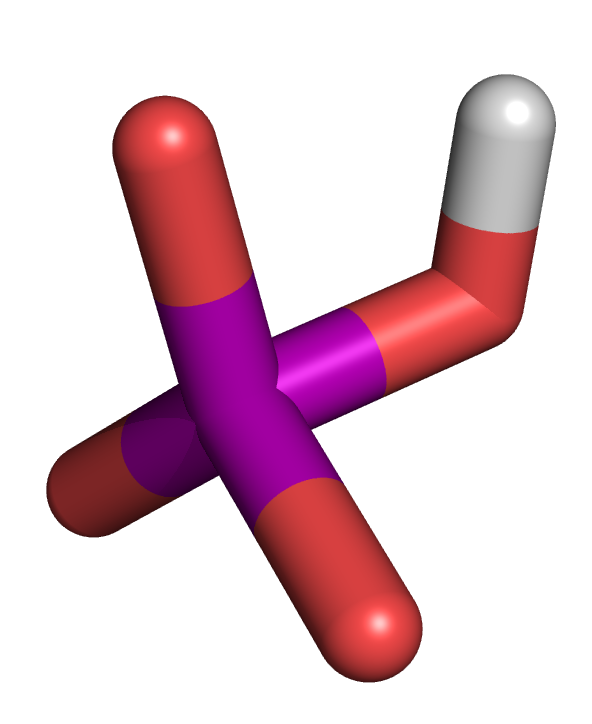
Anorganický hydrogenfosfát
H_{}PO_{4}^{2−}; barevné značení: P (fialová); O (červená); H (bílá)

Struktura fosfátové skupiny

Fosforečnany nebo také fosfáty (PO 3-
4 ) jsou soli kyseliny trihydrogenfosforečné (H3PO4), které vzniknou odtržením všech tří atomů vodíku. Fosfáty jsou důležitá skupina látek v biochemii.

## Chemické vlastnosti
Fosfátový anion má tetraedrickou strukturu (grupa symetrie Td), okolo atomu fosforu jsou čtyři identické atomy kyslíku. Náboj iontu je -3, jeho konjugovanou kyselinou je HPO 2-
4  (hydrogenfosforečnan), který je dále konjugovanou bází H2PO -
4  (dihydrogenfosforečnanu). Dihydrogenfosforečnan je konjugovanou bází kyseliny fosforečné.

## Výskyt
Fosfáty se v přírodě vyskytují v mnoha minerálech, např. monazit, apatit aj.
V biologických systémech se fosfát nachází v anorganické iontové formě (značí se Pi) a vzniká hydrolýzou difosfátu PPi:
P2O 2-
7  + H2O → 2 HPO 2-
4 
Mnohem častěji ale v živých systémech nacházíme fosfáty v organické formě. V tomto případě jde v podstatě o estery kyseliny fosforečné (R-O-P(O)(OH)2); difosfáty – estery kyseliny difosforečné (R-O-P(O)(OH)-O-P(O)(OH)2) a trifosfáty – estery kyseliny trifosforečné (R-O-P(O)(OH)-O-P(O)(OH)-O-P(O)(OH)2). Příkladem jsou adenozinfosfáty (AMP, ADP, ATP) a v nukleových kyselinách DNA a RNA. Adenozinfosfáty jsou pro organismy velmi důležité, protože díky makroenergetické vazbě mezi fosfátovými jednotkami slouží jako zásobárna energie.

## Použití
Hlavní použití je výroba hnojiv. Fosforečnany se též často používají k snížení tvrdosti vody vázáním iontů vápníku a hořčíku.